# MOTHER 最後の少女イヴ
『MOTHER 最後の少女イヴ』 (マザー さいごのしょうじょいゔ)は、1993年12月26日に日本で公開されたアニメーション映画。環境事業団地球環境基金推薦作品。三石琴乃の初主演劇場用アニメである。

## あらすじ
ドーム都市アトランシティは、マースの人類にとって最後の砦であった。イヴは、原生林に覆われた訓練センター''AIS''で学ぶ、12歳の内気な少女。このセンターには、人間の精神パワー、アストラル能力の開発を学ぶ少女たちが集められていた。外の世界と隔絶されたカンヅメのような、この建物の中でシティの存亡をかけたプロジェクトが進められていることを、イヴは知る由もなかった。が、その陰謀を暴こうとする''アカシアン''と呼ばれるグループの少年デューと出会ったのを機に、イヴの運命は翻弄されてゆく。地球の未来を暗示するような世界の中で、少女イヴは、探求の旅の終わりに何を見つけるのだろうか...!?

## キャスト
- イヴ : 三石琴乃
- サラ : 鶴ひろみ
- デュー : 柏倉つとむ
- メイザドースン : 根谷美智子
- ネリー・シンジ : 石川静

## スタッフ
- 監督 : 鈴木行
- 絵コンテ : 石山タカアキ
- 企画・原案 : 世永育子、高木茂和
- プロデューサー : 増田一茂
- 脚本 : 吉川惣司
- 演出 : 中村憲由
- キャラクターデザイン : 関修一
- 作画監督・メカ設定 : 平松禎史
- 美術監督 : 河野次郎
- 音楽 : 西村直記、三枝成彰
- 音楽プロデューサー : 稲岡邦弥
- 製作・配給 : マザープロジェクト